# Nederland op het Eurovisiesongfestival 2008

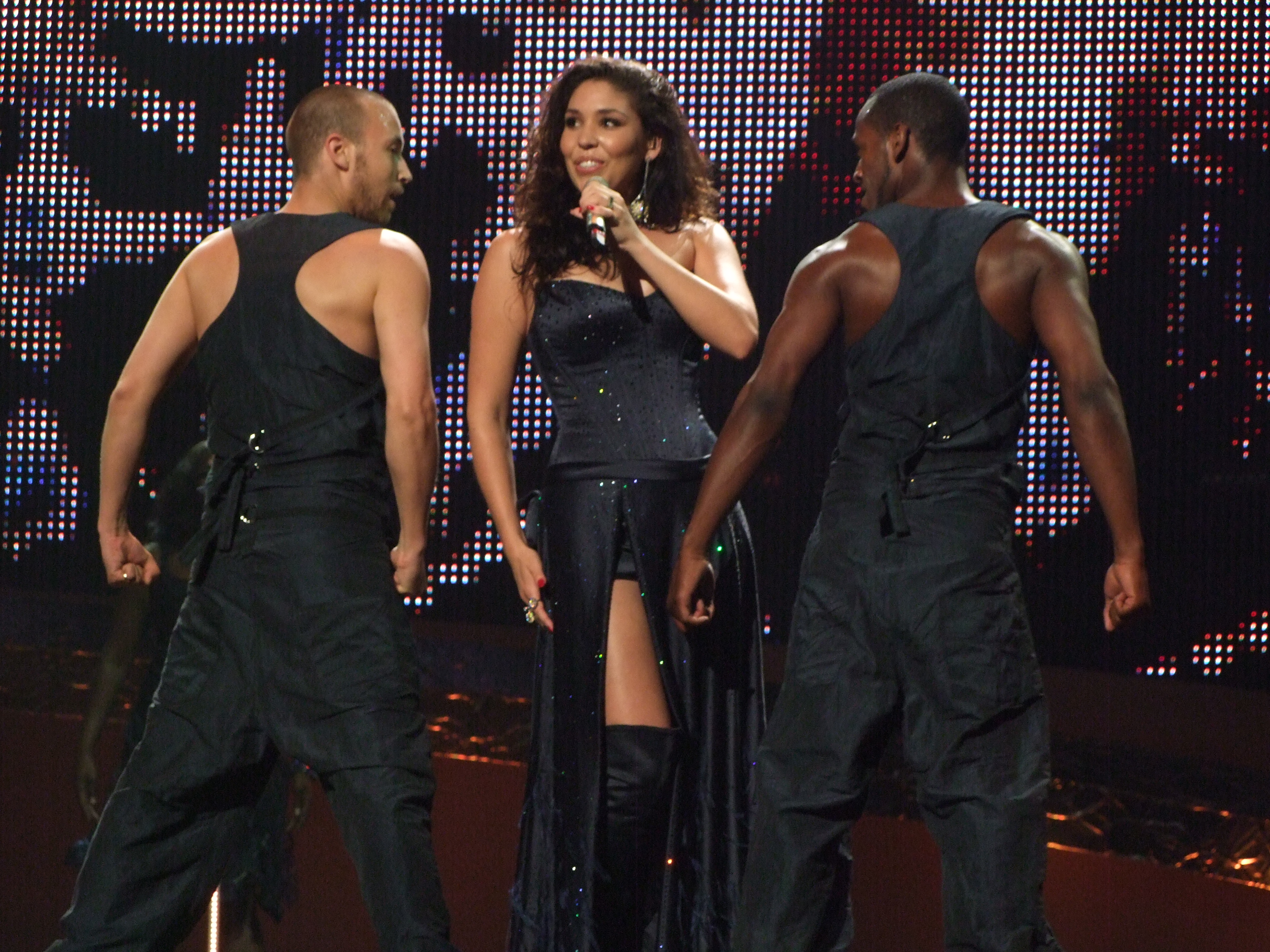
Hind haalde de finale in Belgrado niet.

Nederland nam deel aan het Eurovisiesongfestival 2008 in Belgrado, Servië. Het was de 49ste deelname van het land op het Eurovisiesongfestival. De NOS was verantwoordelijk voor de Nederlandse bijdrage voor deze editie.

## Selectieprocedure
De NOS vond het beter om meteen een artiest te selecteren. Hind werd aangewezen om Nederland te vertegenwoordigen op het festival. Het liedje dat ze in de halve finale van het Eurovisiesongfestival zou zingen, Your heart belongs to me, had ze samen met Tjeerd van Zanen en Bas van den Heuvel geschreven. Het lied werd gepresenteerd in het programma Thank God it's Friday.
Aanvankelijk leek Gerard Joling in de running te zijn om deel te nemen, maar die bleek voor zijn beurt te hebben gesproken. Ook de youtube-sensatie Bearforce1 solliciteerde openlijk naar het Nederlandse ticket voor Belgrado.

## In Belgrado
In Belgrado trad Nederland aan in de eerste halve finale. Hind was de vijftiende van negentien deelnemers. Ze plaatste zich niet voor de finale. Het was de vierde keer op rij dat Nederland de finale niet haalde. Overigens eindigde in de finale slechts één West-Europees land (Noorwegen) in de top twaalf. 
Hind haalde 27 punten en werd daarmee 13de in haar halve finale. In de einduitslag deelde Nederland met Wit-Rusland de 34ste plaats. 

## Punten

### Gekregen punten

#### Halve finale
| 12 punten | 10 punten | 8 punten                          | 7 punten    | 6 punten |
| --------- | --------- | --------------------------------- | ----------- | -------- |
|           |           | - België                          | - Noorwegen |          |
| 5 punten  | 4 punten  | 3 punten                          | 2 punten    | 1 punt   |
|           |           | - Armenië - Roemenië - San Marino |             | - Israël |

### Punten gegeven door Nederland
Punten gegeven in de halve finale:
| 12 punten | Armenië               |
| 10 punten | België                |
| 8 punten  | Griekenland           |
| 7 punten  | Bosnië en Herzegovina |
| 6 punten  | Israël                |
| 5 punten  | Noorwegen             |
| 4 punten  | Azerbeidzjan          |
| 3 punten  | Roemenië              |
| 2 punten  | Rusland               |
| 1 punt    | Ierland               |

Punten gegeven in de finale:
| 12 punten | Armenië               |
| 10 punten | Turkije               |
| 8 punten  | Servië                |
| 7 punten  | Bosnië en Herzegovina |
| 6 punten  | Griekenland           |
| 5 punten  | Portugal              |
| 4 punten  | Noorwegen             |
| 3 punten  | Israël                |
| 2 punten  | Azerbeidzjan          |
| 1 punt    | Rusland               |

1956 · 1957 · 1958 · 1959 · 1960 · 1961 · 1962 · 1963 · 1964 · 1965 · 1966 · 1967 · 1968 · 1969 · 1970 · 1971 · 1972 · 1973 · 1974 · 1975 · 1976 · 1977 · 1978 · 1979 · 1980 · 1981 · 1982 · 1983 · 1984 · 1985 · 1986 · 1987 · 1988 · 1989 · 1990 · 1991 · 1992 · 1993 · 1994 · 1995 · 1996 · 1997 · 1998 · 1999 · 2000 · 2001 · 2002 · 2003 · 2004 · 2005 · 2006 · 2007 · 2008 · 2009 · 2010 · 2011 · 2012 · 2013 · 2014 · 2015 · 2016 · 2017 · 2018 · 2019 · 2020 · 2021 · 2022 · 2023 · 2024 · 2025